# Václav Němeček (politik)
Václav Němeček (24. srpna 1881 Praha – 1. dubna 1962) byl český a československý politik a poslanec Revolučního národního shromáždění Republiky československé za Československou sociálně demokratickou stranu dělnickou. Později byl senátorem.

## Biografie
Zasedal v Revolučním národním shromáždění. Byl profesí typografem.
Později přešel do horní komory parlamentu. V parlamentních volbách v roce 1935 získal senátorské křeslo v Národním shromáždění. V senátu setrval do jeho zrušení v roce 1939, přičemž krátce předtím ještě v prosinci 1938 přestoupil do nově vzniklé Národní strany práce.
K roku 1935 je uváděn jako předseda Svazu knihtiskařů. Koncem 30. let 20. století se Václav Němeček zmiňuje jako předseda Odborového sdružení československého, sociálně demokratické odborové centrály.
 V letech 1936-1947 předsedal Václav Němeček Mezinárodní asociaci sociálního zabezpečení.
28. srpna 1944 byl zatčen a do roku 1945 vězněn v Dachau a Terezíně.